# Antoinette de Bourbon
Antoinette de Bourbon (25 decembrie 1494 – 22 ianuarie 1583) a fost nobilă franceză din Casa de Bourbon. A fost soția lui Claude de Lorena, Duce de Guise. Prin fiica ei cea mare, Maria de Guise, regină consort a regelui Iacob al V-lea al Scoției, ea a fost bunica maternă a Mariei Stuart, regină a Scoției.

## Familie și căsătorie
Antoinette s-a născut la 25 decembrie 1494 la Castelul Ham, în Picardia, Franța. A fost fiică a lui Francisc, Conte de Vendôme și a Marie de Luxemburg.

### Copii
S-a căsătorit cu Claude de Lorena la 9 iunie 1513 și au avut 12 copii:
- Maria de Guise (1515–1560); căsătorită cu regele Iacob al V-lea al Scoției în 1538. Fiica lor a fost Maria, regină a Scoției.
- Francisc, Duce de Guise (1519–1563)
- Louise de Guise (10 ianuarie 1520 – 18 octombrie 1542); căsătorită cu Charles I, Duce de Arschot la 20 februarie 1541.
- Renée de Guise (2 septembrie 1522 – 3 aprilie 1602), stareță de St. Pierre, Reims.
- Charles de Guise (1524–1574), Duce de Chevreuse, arhiepiscop de Reims și cardinal de Guise.
- Claude, Duce de Aumale (1526–1573)
- Louis I, Cardinal de Guise (1527–1578)
- Philip de Guise (3 septembrie 1529 – 24 septembrie 1529)
- Peter de Guise (3 aprilie 1530); a murit de mic.
- Antoinette de Guise (31 august 1531 – 6 martie 1561), stareță de Faremoutier
- Francis de Guise (18 aprilie 1534 – 6 martie 1563)
- René, marchiz de Elbeuf (1536–1566)